# Athlon 64 X2
Athlon 64 X2 é uma gama de processadores Dual-Core de geração K8 assim como o Athlon 64. Um processador Athlon 64 X2 possui dois núcleos e por isso pode realizar duas tarefas simultâneas, otimizando o desempenho em certas tarefas e diminuição do período de execução.
Todos os Athlon 64 X2 possuem instruções SSE3 e Hyper Transport 2000 MHz (HT2000), utilizando o Soquete 939 e o Soquete AM2. Com isso AMD abandonou o Soquete 754 definitivamente de sua nova linha de processadores.

## Intel vs AMD e redução de preço
A AMD ganhou a batalha dos processadores de 2 núcleos contra o Pentium D, mas depois do lançamento do Core 2 Duo teve que cortar até 70% dos preços de seus processadores para competir com os processadores da Intel.
Uma das maiores vantagens deste processador contra os processadores de dois núcleos da rival Intel é que o controlador de memória está embutido dentro do processador, desta forma quem controla as memórias e o multiprocessamento é o próprio processador, isso faz que a verdadeira ponte norte da placa mãe seja usada apenas para controlar os HDs, os slots de expansão e entre outras aplicações, essa tecnologia já era usada nos Athlon 64 que fez o sucesso contra o Pentium 4. Isso faz com que você gaste menos na compra da motherboard e não precise trocar a placa mãe quando for colocar memórias com clock maiores. Apesar de não ser tão conhecida quanto a rival Intel, que pode produzir processadores em maior quantidade para suprir o mercado, a AMD possui processadores de 2 núcleos com óptimo custo x benefício.

## TDP em modelos núcleo Windsor
Nestes modelos você pode verificar o TDP pelo começo do número de fabricação:
- ADDxxxxxxxxxx = 35W
- ADOxxxxxxxxxx = 65W
- ADAxxxxxxxxxx = 89W
- ADXxxxxxxxxxx = 125W

## Características gerais
- 2x 64 kB de cache L1 de instruções e 64 kB de cache L1 de dados;
- 256 + 256 kB (apenas em um modelo, o 3600+), 512 + 512 kB ou 1 + 1 MB de memória cache L2;
- Tecnologia de 90 nm ou 65 nm;
- Soquetes 939 ou AM2;
- Instruções x86-64, MMX, 3D Now!, SSE, SSE2, SSE3;
- HT1000.

## Modelos de Athlon 64 X2 para Soquete 939

### Manchester
| Modelo             | Frequência | Cache L2      | TDP   | Tecnologia |
| ------------------ | ---------- | ------------- | ----- | ---------- |
| Athlon 64 X2 3600+ | 2000 MHz   | 256 + 256 KiB | 89 W  | 90 nm      |
| Athlon 64 X2 3800+ | 2000 MHz   | 512 + 512 KiB | 89 W  | 90 nm      |
| Athlon 64 X2 4200+ | 2200 MHz   | 512 + 512 KiB | 89 W  | 90 nm      |
| Athlon 64 X2 4600+ | 2400 MHz   | 512 + 512 KiB | 110 W | 90 nm      |

### Toledo
| Modelo             | Frequência | Cache L2      | TDP   | Tecnologia |
| ------------------ | ---------- | ------------- | ----- | ---------- |
| Athlon 64 X2 3800+ | 2000 MHz   | 256 + 256 KiB | 89 W  | 90 nm      |
| Athlon 64 X2 4200+ | 2200 MHz   | 512 + 512 KiB | 89 W  | 90 nm      |
| Athlon 64 X2 4400+ | 2200 MHz   | 1 + 1 MiB     | 89 W  | 90 nm      |
| Athlon 64 X2 4800+ | 2400 MHz   | 1 + 1 MiB     | 110 W | 90 nm      |

## Modelos de Athlon 64 X2 para Soquete AM2

### Windsor
| Modelo                           | Frequência | Cache L2        | TDP               | Tecnologia |
| -------------------------------- | ---------- | --------------- | ----------------- | ---------- |
| Athlon 64 X2 3600+               | 2000 MHz   | 256 + 256 KiB   | 65EE W            | 90 nm      |
| Athlon 64 X2 3800+               | 2000 MHz   | 512 + 512 KiB   | 35EEsff/65EE/89 W | 90 nm      |
| Athlon 64 X2 4000+               | 2000 MHz   | 1024 + 1024 KiB | 65EE/89 W         | 90 nm      |
| Athlon 64 X2 4200+               | 2200 MHz   | 512 + 512 KiB   | 65EE/89 W         | 90 nm      |
| Athlon 64 X2 4400+               | 2200 MHz   | 1 + 1 MiB       | 65EE/89 W         | 90 nm      |
| Athlon 64 X2 4600+               | 2400 MHz   | 512 + 512 KiB   | 65EE/89 W         | 90 nm      |
| Athlon 64 X2 4800+               | 2400 MHz   | 1 + 1 MiB       | 65EE/89 W         | 90 nm      |
| Athlon 64 X2 5000+               | 2600 MHz   | 512 + 512 KiB   | 65EE/89 W         | 90 nm      |
| Athlon 64 X2 5200+               | 2700 MHz   | 1 + 1 MiB       | 65EE/89 W         | 90 nm      |
| Athlon 64 X2 5400+               | 2800 MHz   | 512 + 512 KiB   | 89 W              | 90 nm      |
| Athlon 64 X2 5600+               | 2800 MHz   | 1 + 1 MiB       | 89 W              | 90 nm      |
| Athlon 64 X2 6000+               | 3000 MHz   | 1 + 1 MiB       | 89/125 W          | 90 nm      |
| Athlon 64 X2 6400+ Black Edition | 3200 MHz   | 1 + 1 MiB       | 125W              | 90 nm      |

EE: Energy Efficient        EEsff: Energy Efficient small form factor

### Brisbane
| Modelo                           | Frequência | Cache L2      | TDP  | Tecnologia |
| -------------------------------- | ---------- | ------------- | ---- | ---------- |
| Athlon 64 X2 3600+               | 1900 MHz   | 512 + 512 KiB | 65 W | 65 nm      |
| Athlon 64 X2 4000+               | 2100 MHz   | 512 + 512 KiB | 65 W | 65 nm      |
| Athlon 64 X2 4400+               | 2300 MHz   | 512 + 512 KiB | 65 W | 65 nm      |
| Athlon 64 X2 4800+               | 2500 MHz   | 512 + 512 KiB | 65 W | 65 nm      |
| Athlon 64 X2 5000+               | 2600 MHz   | 512 + 512 KiB | 65 W | 65 nm      |
| Athlon 64 X2 5000+ Black Edition | 2600 MHz   | 512 + 512 KiB | 65 W | 65 nm      |
| Athlon 64 X2 5200+               | 2700 MHz   | 512 + 512 KiB | 65 W | 65 nm      |
| Athlon 64 X2 5400+ Black Edition | 2800 MHz   | 512 + 512 KiB | 65 W | 65 nm      |
| Athlon 64 X2 5400+               | 2800 MHz   | 512 + 512 KiB | 65 W | 65 nm      |
| Athlon 64 X2 5600+               | 2900 MHz   | 512 + 512 KiB | 65 W | 65 nm      |
| Athlon 64 X2 5800+               | 3000 MHz   | 512 + 512 KiB | 89 W | 65 nm      |
| Athlon 64 X2 6000+               | 3100 MHz   | 512 + 512 KiB | 89 W | 65 nm      |

## Todos os modelos de Athlon 64 X2 lançados até hoje
Assim como os processadores Athlon 64, os processadores Athlon 64 X2 são identificados por um número de modelo com quatro dígitos (por exemplo, Athlon 64 4000+, Athlon 64 X2 6000+, etc). Esse sistema de numeração serve para indicar o desempenho de um processador dentro de uma mesma família. Quanto maior o número do modelo dentro de uma família, mais rápido é o processador. Por exemplo, O Athlon 64 4000+ é mais rápido do que o Athlon 64 3800+, que por sua vez é mais rápido do que o Athlon 64 3400+.
Lembre-se que só podemos usar esse sistema de numeração para comparar processadores dentro de uma mesma família. Não podemos dizer que um Athlon 64 4000+ é mais rápido do que o Athlon 64 X2 3800+ só porque o seu número de modelo é maior. Esses processadores fazem parte de famílias diferentes e, portanto, não podemos comparar pêras com maçãs.
Acontece que a AMD a partir de agora está usando um novo sistema de numeração para seus processadores. Esse novo sistema é mais complicado do que o anterior e só será adotado pelos novos processadores, ou seja, os processadores já existentes continuarão a usar o sistema de numeração antigo.
Esse novo sistema de numeração usa um formato alfanumérico de cinco caracteres: XX-####, onde XX são letras e #### são números. As duas letras indicam a classe do processador, sendo que o segundo caractere indica a dissipação térmica do processador. O primeiro número após o traço indica a série do processador e informa quais recursos o processador tem. Os três últimos números indicam a posição do processador dentro da sua série/classe. Quanto maior este número mais recursos o processador tem – normalmente indicando um maior desempenho dentro de sua classe/série.
A AMD também mudou o nome do processador Athlon 64 X2, que passa agora a ser chamado de Athlon X2 Dual Core. Observe que o número “64” não faz mais parte do nome. Vale ressaltar que esta mudança só é válida para os novos modelos. Os modelos antigos continuarão a ser chamados de Athlon 64 X2.
Os novos processadores Athlon X2 Dual Core são os primeiros a adotar o novo sistema de numeração. Dessa forma, só para exemplificar como funciona o novo sistema de numeração, o processador Athlon X2 Dual-Core BE-2350 pertence à classe “BE” (a letra “E” indica que o processador dissipa 45 W), da série “2xxx”, e o seu número dentro dessa série/classe é “350”.
Na tabela abaixo estão listados os modelos de Athlon 64 X2 lançados até hoje. TDP significa Thermal Dissipation Power e indica a dissipação térmica do processador.
| OPN           | Modelo  | Clock   | Cache L2        | TDP           | Máx. Temp. | Soquete | Alim.                | Tecn. |
| ------------- | ------- | ------- | --------------- | ------------- | ---------- | ------- | -------------------- | ----- |
| ADH2400IAA5DO | BE-2400 | 2,3 GHz | 512 KB + 512 KB | 45 W          | 55 - 78    | AM2     | 1,25 V               | 65 nm |
| ADH2350IAA5DD | BE-2350 | 2,1 GHz | 512 KB + 512 KB | 45 W          | 55 - 78    | AM2     | 1,25 V               | 65 nm |
| ADH2300IAA5DD | BE-2300 | 1,9 GHz | 512 KB + 512 KB | 45 W          | 55 - 78    | AM2     | 1,25 V               | 65 nm |
| ADX6400CZWOF  | 6400+   | 3,2 GHz | 1 MB + 1 MB     | 125 W         | 63         | AM2     | 1.35 V-1.40 V        | 90 nm |
| ADX6000IAA6CZ | 6000+   | 3,0 GHz | 1 MB + 1 MB     | 125 W         | 63         | AM2     | 1.35 V-1.40 V        | 90 nm |
| ADA5600IAA6CZ | 5600+   | 2,8 GHz | 1 MB + 1 MB     | 89 W          | 70         | AM2     | 1.35 V               | 90 nm |
| ADA5400IAA5CZ | 5400+   | 2,8 GHz | 512 KB + 512 KB | 89 W          | 70         | AM2     | 1.35 V               | 90 nm |
| ADO5200IAA6CZ | 5200+   | 2,6 GHz | 1 MB + 1 MB     | 65 W          | 72         | AM2     | 1.20 V-1.25 V        | 90 nm |
| ADA5200IAA6CS | 5200+   | 2,6 GHz | 1 MB + 1 MB     | 89 W          | 70         | AM2     | 1.35 V               | 90 nm |
| ADO500DSWOF   | 5000+   | 2,6 GHz | 512 KB + 512 KB | 65 W          | 72         | AM2     | 1.20 V-1.25 V        | 65 nm |
| ADO5000IAA6CZ | 5000+   | 2,6 GHz | 512 KB + 512 KB | 65 W          | 72         | AM2     | 1.20 V-1.25 V        | 90 nm |
| ADO5000IAA5DD | 5000+   | 2,6 GHz | 512 KB + 512 KB | 65 W          | 70         | AM2     | 1.35 V               | 65 nm |
| ADA5000IAA5CS | 5000+   | 2,6 GHz | 512 KB + 512 KB | 89 W          | 70         | AM2     | 1.35 V               | 90 nm |
| ADO5000IAA5CU | 5000+   | 2,6 GHz | 512 KB + 512 KB | 89 W          | 70         | AM2     | 1.35 V               | 90 nm |
| ADH4850IAA5DO | 4850e   | 2,5 GHz | 512 KB + 512 KB | 45 W          | 78         | AM2     | 1,15 / 1,20 / 1,25 V | 65 nm |
| ADO4800IAA5DD | 4800+   | 2,5 GHz | 512 KB + 512 KB | 65 W          | 72         | AM2     | 1.25 V-1.35 V        | 65 nm |
| ADA4800IAA6CS | 4800+   | 2,4 GHz | 1 MB + 1 MB     | 89 W          | 70         | AM2     | 1.35 V               | 90 nm |
| ADO4800IAA6CS | 4800+   | 2,4 GHz | 1 MB + 1 MB     | 65 W          | 72         | AM2     | 1.25 V               | 90 nm |
| ADA4800DAA6CD | 4800+   | 2,4 GHz | 1 MB + 1 MB     | 110 W         | 65         | 939     | 1.35 V-1.40 V        | 90 nm |
| ADO4600IAA5CZ | 4600+   | 2,4 GHz | 512 KB + 512 KB | 65 W          | 72         | AM2     | 1.20 V-1.25 V        | 90 nm |
| ADO4600IAA5CU | 4600+   | 2,4 GHz | 512 KB + 512 KB | 65 W          | 72         | AM2     | 1.25 V               | 90 nm |
| ADA4600IAA5CU | 4600+   | 2,4 GHz | 512 KB + 512 KB | 89 W          | 70         | AM2     | 1.35 V               | 90 nm |
| ADA4600DAA5CD | 4600+   | 2,4 GHz | 512 KB + 512 KB | 110 W         | 65         | 939     | 1.35 V-1.40 V        | 90 nm |
| ADA4600DAA5BV | 4600+   | 2,4 GHz | 512 KB + 512 KB | 110 W         | 65         | 939     | 1.35 V-1.40 V        | 90 nm |
| ADH4450IAA5DO | 4450e   | 2,3 GHz | 512 KB + 512 KB | 45 W          | 78         | AM2     | 1.15 / 1.20 / 1.25 V | 65 nm |
| ADO4400IAA5DD | 4400+   | 2,3 GHz | 512 KB + 512 KB | 65 W          | 72         | AM2     | 1.25 V-1.35 V        | 65 nm |
| ADV4400DAA6CD | 4400+   | 2,2 GHz | 1 MB + 1 MB     | 89 W          | 71         | 939     | 1.30 V-1.35 V        | 90 nm |
| ADA4400IAA6CS | 4400+   | 2,2 GHz | 1 MB + 1 MB     | 89 W          | 70         | AM2     | 1.35 V               | 90 nm |
| ADO4400IAA6CS | 4400+   | 2,2 GHz | 1 MB + 1 MB     | 65 W          | 72         | AM2     | 1.25 V               | 90 nm |
| ADA4400DAA6CD | 4400+   | 2,2 GHz | 1 MB + 1 MB     | 89 W ou 110 W | 65         | 939     | 1.35 V-1.40 V        | 90 nm |
| ADA4200IAA5CU | 4200+   | 2,2 GHz | 512 KB + 512 KB | 89 W          | 70         | AM2     | 1.35 V               | 90 nm |
| ADO4200IAA5CU | 4200+   | 2,2 GHz | 512 KB + 512 KB | 65 W          | 72         | AM2     | 1.25 V               | 90 nm |
| ADA4200DAA5CD | 4200+   | 2,2 GHz | 512 KB + 512 KB | 89 W          | 71         | 939     | 1.35 V               | 90 nm |
| ADA4200DAA5BV | 4200+   | 2,2 GHz | 512 KB + 512 KB | 89 W          | 65         | 939     | 1,35 V-1,40 V        | 90 nm |
| ADH4050IAA5DO | 4050e   | 2,1 GHz | 512 KB + 512 KB | 45 W          | 78         | AM2     | 1,15 / 1,20 / 1,25V  | 65 nm |
| ADO4000IAA5DD | 4000+   | 2,1 GHz | 512 KB + 512 KB | 65 W          | 72         | AM2     | 1.25 V-1.35 V        | 65 nm |
| ADA4000IAA6CS | 4000+   | 2 GHz   | 1 MB + 1 MB     | 89 W          | 70         | AM2     | 1.35 V               | 90 nm |
| ADO4000IAA6CS | 4000+   | 2 GHz   | 1 MB + 1 MB     | 65 W          | 72         | AM2     | 1.25 V               | 90 nm |
| ADO3800IAA5CZ | 3800+   | 2 GHz   | 512 KB + 512 KB | 65 W          | 72         | AM2     | 1.25 V-1.35 V        | 90 nm |
| ADA3800IAA5CU | 3800+   | 2 GHz   | 512 KB + 512 KB | 89 W          | 70         | AM2     | 1.35 V               | 90 nm |
| ADO3800IAA5CU | 3800+   | 2 GHz   | 512 KB + 512 KB | 65 W          | 72         | AM2     | 1.25 V               | 90 nm |
| ADD3800IAT5CU | 3800+   | 2 GHz   | 512 KB + 512 KB | 35 W          | 78         | AM2     | 1.075 V              | 90 nm |
| ADA3800DAA5BV | 3800+   | 2 GHz   | 512 KB + 512 KB | 89 W          | 71         | 939     | 1.35 V               | 90 nm |
| ADA3800DAA5CD | 3800+   | 2,0 GHz | 512 KB + 512 KB | 89 W          | 71         | 939     | 1.35 V-1.40 V        | 90 nm |
| ADO3600IAA5DD | 3600+   | 1,9 GHz | 512 KB + 512 KB | 65 W          | 72         | AM2     | 1.25 V-1.35 V        | 65 nm |

Fonte:
TORRES, Gabriel, e LIMA, Cássio, e COELHO, Rafael Otto, Todos os Modelos do Athlon 64: Athlon X2, s.l., 07-08-2008, disponível [on line] em http://www.clubedohardware.com.br/artigos/1154/4 [02-10-2008].